# Słowenia na Mistrzostwach Świata w Lekkoatletyce 2017
Słowenia na Mistrzostwach Świata w Lekkoatletyce 2017 – reprezentacja Słowenii podczas mistrzostw świata w Londynie liczyła 7 zawodników, którzy nie zdobyli żadnego medalu.

## Skład reprezentacji
Mężczyźni
| Zawodnik     | Konkurencja        | Eliminacje | Eliminacje | Półfinał | Półfinał | Finał    | Finał   |
| Zawodnik     | Konkurencja        | Rezultat   | Pozycja    | Rezultat | Pozycja  | Rezultat | Pozycja |
| ------------ | ------------------ | ---------- | ---------- | -------- | -------- | -------- | ------- |
| Luka Janežič | bieg na 400 metrów | 46,06      | 36.        | NQ       | NQ       | NQ       | NQ      |
| Rok Puhar    | maraton            | —          | —          | —        | —        | 2:33:12  | 66.     |

Kobiety
| Zawodniczka  | Konkurencja                     | Eliminacje | Eliminacje | Półfinał | Półfinał | Finał    | Finał   |
| Zawodniczka  | Konkurencja                     | Rezultat   | Pozycja    | Rezultat | Pozycja  | Rezultat | Pozycja |
| ------------ | ------------------------------- | ---------- | ---------- | -------- | -------- | -------- | ------- |
| Anita Horvat | bieg na 400 metrów              | 52,78      | 38.        | NQ       | NQ       | NQ       | NQ      |
| Agata Zupin  | bieg na 400 metrów przez płotki | 56,54      | 27. Q      | 57,05    | 21.      | NQ       | NQ      |

| Zawodniczka    | Konkurencja    | Kwalifikacje | Kwalifikacje | Finał | Finał   |
| Zawodniczka    | Konkurencja    | Wynik        | Pozycja      | Wynik | Pozycja |
| -------------- | -------------- | ------------ | ------------ | ----- | ------- |
| Maruša Černjul | skok wzwyż     | 1,89         | =13.         | NQ    | NQ      |
| Tina Šutej     | skok o tyczce  | 4,35         | =15.         | NQ    | NQ      |
| Martina Ratej  | rzut oszczepem | 65,64        | 2. Q         | 61,05 | 9.      |